# 2017년 동태평양 허리케인
2017년 동태평양 허리케인은 2017년에 태평양 동부에서  발생한 허리케인이다.

## 허리케인 이름
| - 제1호 에이드리언 (사용함) - 제2호 비어트리즈 (사용함) - 제3호 캘빈 (사용함) - 제4호 도라 (사용함) - 제5호 유진 (사용함) - 제6호 페르난다 (사용함) - 제7호 그레그 (사용함) | - 제8호 힐러리 (사용함) - 제9호 어윈 (사용함) - 제10호 조바 (사용함) - 제11호 케네스 (사용함) - 제12호 리다아 (사용함) - 제14호 맥스 (사용함) - 제16호 노마 (사용함) | - 제15호 오마이스 (사용함) - 제16호 필라르 (사용함) - 제17호 라몬 (사용함) - 제18호 셀마 (사용함) - 제19호 토드 (사용안함) - 제20호 베르니카 (사용안함) - 제21호 와일리 (사용안함) | - 제22호 시나 (사용안함) - 제23호 요크 (사용안함) - 제24호 젤다 (사용안함) |

## 같이 보기
- 2017년 태풍
- 2017년 북대서양 허리케인
- 2017년 북인도양 사이클론